# Сан Ђакомо (Асколи Пичено)
Сан Ђакомо (итал. San Giacomo) насеље је у Италији у округу Асколи Пичено, региону Марке.
Према процени из 2011. у насељу је живело 76 становника. Насеље се налази на надморској висини од 133 м.